# Bruay-la-Buissière
Bruay-la-Buissière je mesto in občina v severnem francoskem departmaju Pas-de-Calais regije Nord-Pas-de-Calais. Leta 2009 je mesto imelo 23.621 prebivalcev.

## Geografija
Kraj leži v severni Franciji, 11 km jugozahodnono od Béthuna, 41 km severozahodno od Arrasa.

## Administracija
Bruay-la-Buissière je sedež istoimenskega kantona, v katerega je vključena njegova občina. Kanton je sestavni del okrožja Béthune.